# Dendroplex picus
A Dendroplex picus a madarak (Aves) osztályának verébalakúak (Passeriformes) rendjébe, valamint a fazekasmadár-félék (Furnariidae) családjába és a fahágóformák (Dendrocolaptinae) alcsaládjába tartozó faj.

## Rendszerezése
A fajt Johann Friedrich Gmelin német természettudós írta le 1788-ban, az Oriolus nembe Oriolus Picus néven. Besorolása vitatott, egyes szervezetek a Xiphorhynchus nembe sorolják Xiphorhynchus picus néven.

## Alfajai
- Dendroplex picus altirostris (Leotaud, 1866)
- Dendroplex picus bahiae (Bangs & T. E. Penard, 1921)
- Dendroplex picus borreroi Meyer de Schauensee, 1959
- Dendroplex picus choicus (Wetmore & Phelps, 1946)
- Dendroplex picus deltanus Phelps & W. H. Phelps Jr, 1952
- Dendroplex picus dugandi (Wetmore & Phelps, 1946)
- Dendroplex picus duidae (Zimmer, 1934)
- Dendroplex picus extimus (Griscom, 1927)
- Dendroplex picus kienerii (Des Murs, 1856)
- Dendroplex picus longirostris (Richmond, 1896)
- Dendroplex picus paraguanae Phelps & W. H. Phelps Jr, 1962
- Dendroplex picus peruvianus (Zimmer, 1934)
- Dendroplex picus phalara (Wetmore, 1939)
- Dendroplex picus picirostris (Lafresnaye, 1847)
- Dendroplex picus picus (Gmelin, 1788)
- Dendroplex picus saturatior (Hellmayr, 1925)

## Előfordulása
Trinidad és Tobago, valamint Panama, Bolívia, Brazília, Ecuador, Francia Guyana, Guyana, Kolumbia, Peru, Suriname és Venezuela területén honos. 
Természetes élőhelyei a szubtrópusi és trópusi síkvidéki esőerdők, lombhullató erdők, mocsári erdők és mangroveerdők, valamint szavannák és cserjések.

## Megjelenése
Testhossza 22 centiméter, testtömege 34-42 gramm.

## Életmódja
Főleg ízeltlábúakkal táplálkozik, de kisebb gerinceseket is fogyaszt.

## Természetvédelmi helyzete
Elterjedési területe rendkívül nagy, egyedszáma ugyan csökken, de még nem éri el a kritikus szintet. A Természetvédelmi Világszövetség Vörös listáján nem fenyegetett fajként szerepel.